# ريكارديت
الريكارديت عبارة عن معدن تيلوريد النحاس (Cu7Te5) . ويتوجد في كلورادو ، الولايات المتحدة الأمريكية USA .

## وصلات خارجية
- Mindat
- Webmineral